# سیارک ۳۱۱۰۹
سیارک ۳۱۱۰۹ (به انگلیسی: 31109 Janpalous، نامگذاری:1997PL4) سی و یک هزار و صد و نهمین سیارک کشف شده‌است که در ۱۴ اوت ۱۹۹۷ کشف شد.